# Pachinko

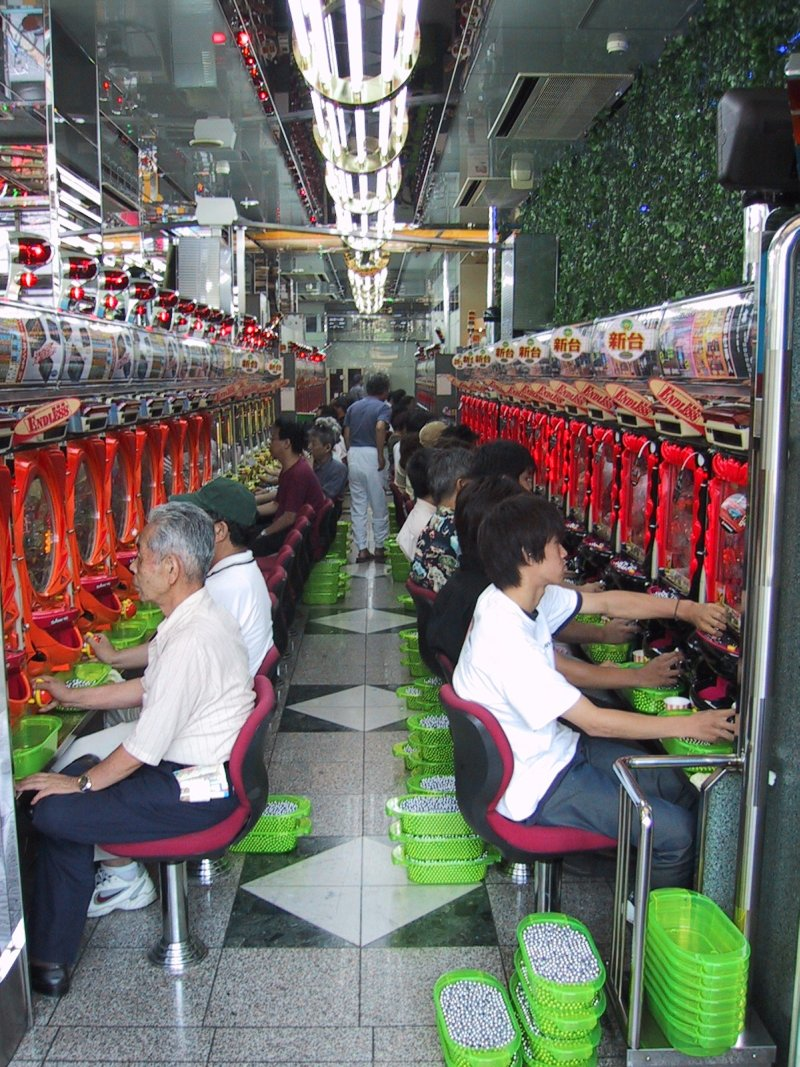
Giocatori di pachinko in una moderna sala

Il pachinko (パチンコ?) è un gioco d'azzardo giapponese, ideato sul finire della seconda guerra mondiale nella città di Nagoya, anche se il momento storico preciso della sua origine è stato più volte messo in dubbio in base alla mancanza di prove e fonti certe. Sembra che la parola derivi da pachi-pachi, onomatopea che indica lo scoppiettare del fuoco.
Dietro al pachinko però, come in molti settori che movimentano ingenti quantità di denaro, si manifesta l'ombra della criminalità giapponese, in questo caso della Yakuza, della quale l'industria del gioco d'azzardo è l'attività tradizionale.

## Caratteristiche

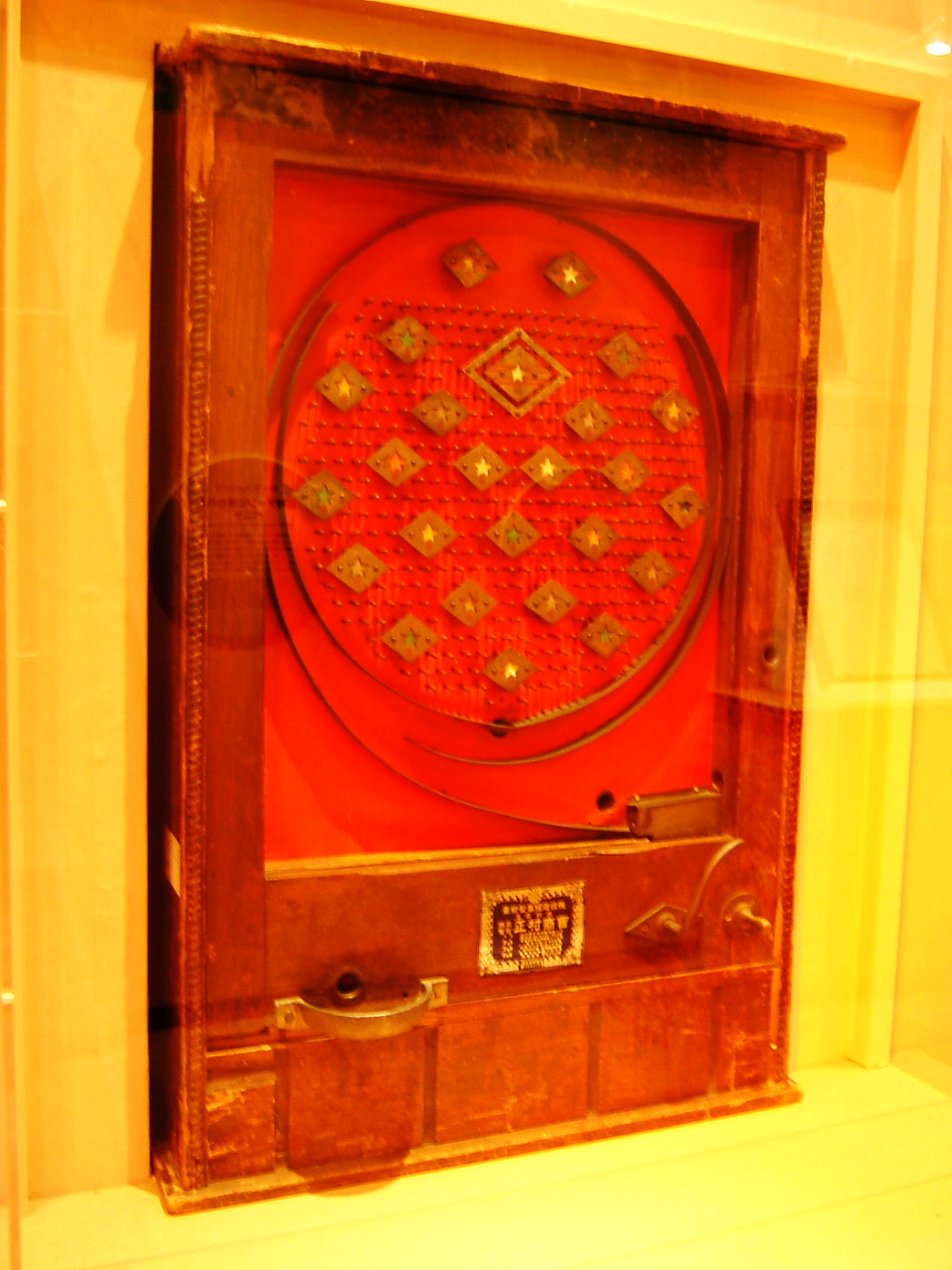
Una macchina meccanica da pachinko pre-guerra mondiale

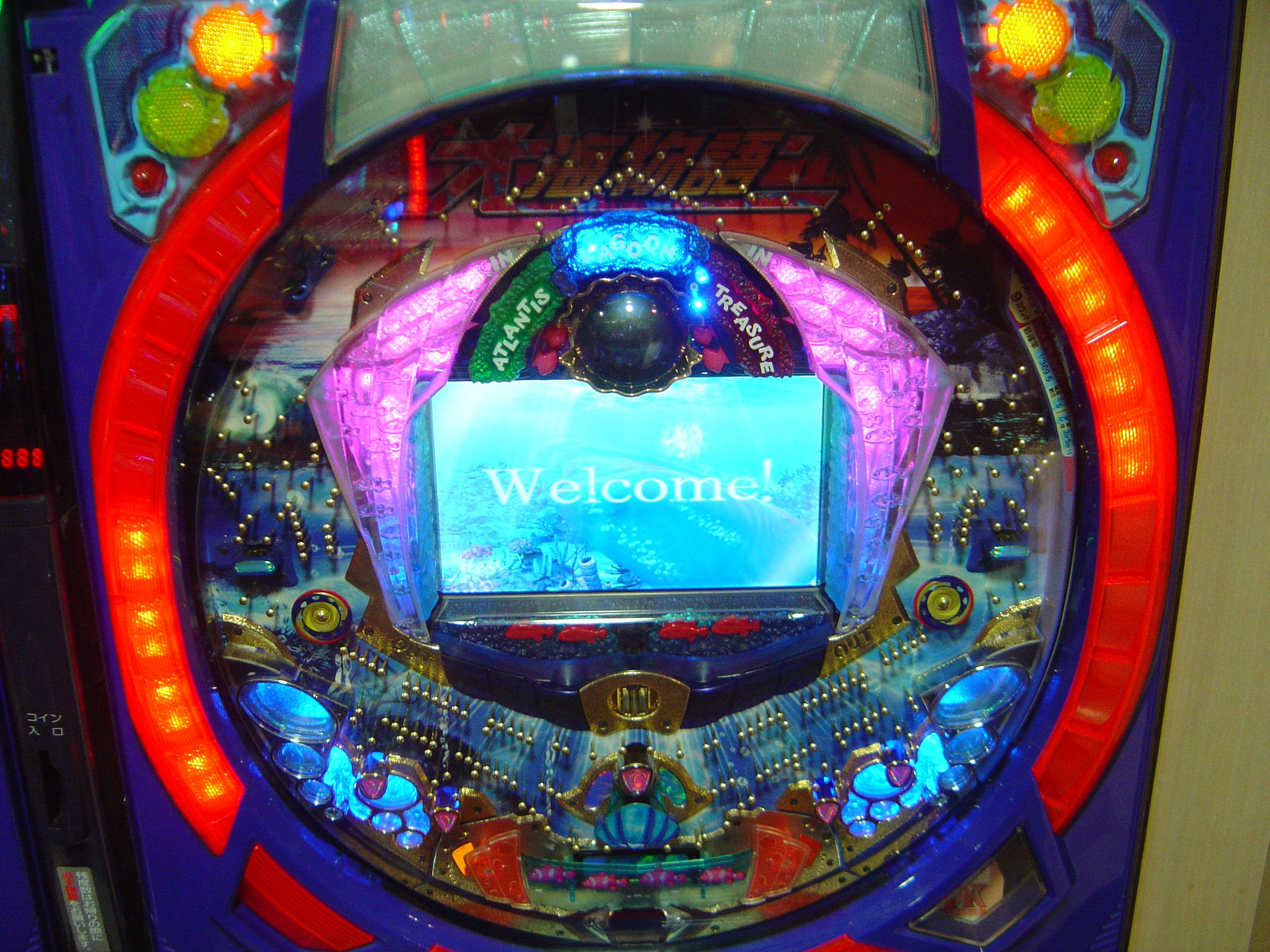
Una moderna macchina da pachinko

Il pachinko è usato come forma di gioco arcade ricreativa, ma molto più frequentemente come slot d’azzardo, riempiendo una nicchia di gioco giapponese paragonabile a quella delle slot machine in occidente.
Il pachinko è praticato in sale apposite diffuse in tutto il Giappone (le sale pachinko), presentando un certo numero di slot machine, questi luoghi operano e hanno un aspetto molto simile ai casinò.
La macchina del pachinko assomiglia a un flipper verticale, ma è diversa dal flipper occidentale in diversi modi; la macchina pachinko usa piccole sfere d'acciaio, che sono affittate al giocatore dal proprietario mentre i giochi di flipper classico usano una sola sfera.
Quelle più moderne sono dotate anche di un cambia-soldi interno per poter procedere all'acquisto delle sfere in modo automatico.
Il giocatore inserisce una sfera nella macchina, che la rilascia in cima al campo di gioco, su cui si trovano pioli, barriere e altri ostacoli. La sfera inizia quindi a rimbalzare su di essi. Nel campo di gioco sono presenti anche dei fori d'uscita: se la sfera li raggiunge, si vincono ulteriori sfere, che danno diritto ad altre partite. Se invece la sfera cade sul fondo della parete, viene persa. Nelle macchine più antiche il giocatore lanciava le sfere attraverso una leva a molla, ma nelle macchine più moderne la sferetta viene lanciata da una valvola a farfalla.
Le macchine da pachinko erano originariamente strettamente di tipo meccanico, ma andando avanti nel tempo hanno incorporato ampie parti elettroniche, diventando simili a delle vere e proprie slot machine.
Le sfere del pachinko non sono solo l'oggetto con cui si gioca ma anche la scommessa e il premio stesso, infatti lo scopo del gioco è quello di catturare il maggior numero possibile di sfere.
Durante il gioco, per non far alzare i giocatori dalle loro postazioni, spesso vengono offerte delle bibite fresche. Tutto il personale, prima di entrare e prima di uscire dalle file delle macchinette, saluta i giocatori con un inchino. In altri tipi di apparecchiature da gioco, dette "pachislot" (fusione delle parole "pachinko" e "slot-machine") c'è un'ulteriore opportunità di vincita: funzionano in modo simile alle slot-machine, ma in caso di vincita si ottengono sfere.

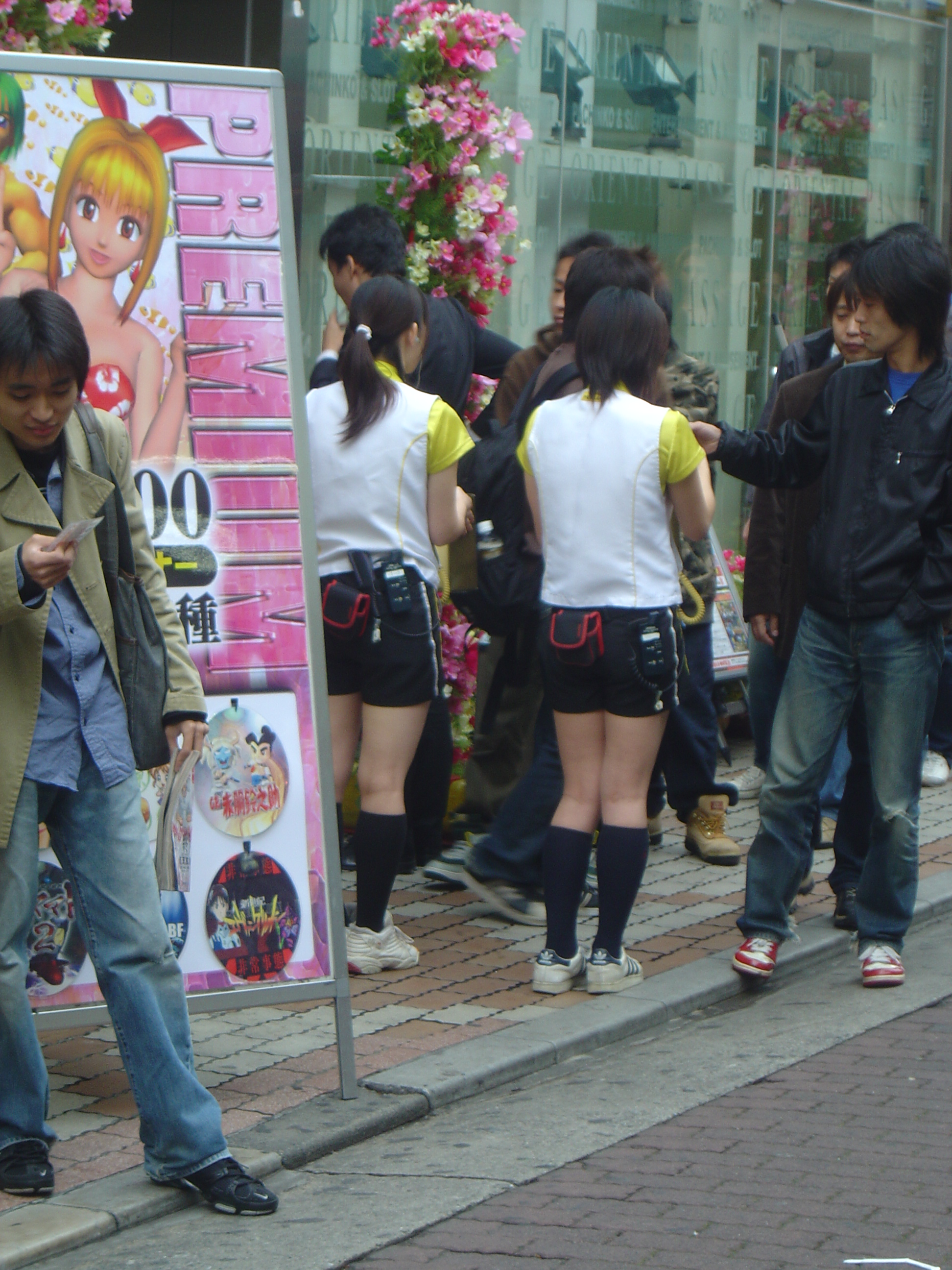
Delle ragazze sponsorizzano una sala di pachinko

Per legge le sfere non possono essere cambiate in contanti all'interno delle sale in cui vengono distribuite, per cui all'interno delle sale (che spesso espongono all'ingresso il maneki neko come segno di fortuna) vengono cambiate con delle fiches o con dei premi simbolici che potranno poi essere convertiti in denaro all'esterno del locale stesso presso appositi sportelli.
Il noto videogioco Peggle si basa sullo stesso principio fisico alla base del pachinko.

## Patologie da gioco
Uno studio del 2014 ha mostrato che la tendenza al gioco d'azzardo patologico tra gli adulti giapponesi era del 9,04% negli uomini e dell'1,6% nelle donne, superiore alla prevalenza nordamericana dell'1,6%, in particolare per gli uomini.
Nel 1999, il 29% dei giocatori pensava di avere una dipendenza dal gioco d'azzardo al pachinko e aveva bisogno di un trattamento. Un altro 30% ha detto di aver superato il proprio budget e di aver preso in prestito delle somme.